# هوندا سی‌بی۱۲۵ آر
هوندا سی‌بی۱۲۵ آر (انگلیسی: Honda CB125R) یک موتورسیکلت سبک است که در سال ۲۰۱۸ توسط سازنده ژاپنی هوندا معرفی شد. دارای یک انجین ۱۲۵ سی‌سی (۷.۶ مکعب اینچ) نیکد با توان خروجی ۱۱ کیلو وات (۱۵ اسب بخار). می‌توان آن را با مجوز A1 اروپایی سوار شد.
این محصول عضوی از خانواده مدل‌های کافه اسپرت نئو هوندا است که شامل CB1000R، CB650R، CB300R و نوع جدید سی‌بی۱۵۰آر نیز می‌شود.

## مشخصات فنی

### سال ۲۰۲۱
برای سال ۲۰۲۱، یک پیشرانه اصلاح شده CB125R مطابق استاندارد یورو ۵ رونمایی شده‌است. موتور جدید ۱۱ کیلو وات (۱۵ اسب بخار) قدرت دارد و وزن دستگاه ۱۲۹٫۸ کیلوگرم است.

### سال ۲۰۱۸ تا ۲۰۲۰
نسخه تولید شده در این دوره زمانی ۱۲۵٫۸ کیلوگرم وزن دارد و مجهز به موتور تک سیلندر رادیاتوری است. نیروی آن از طریق یک جعبه دنده ۶ سرعته به چرخ عقب آورده می‌شود. هوندا سی‌بی۱۲۵ آر حداکثر توان ۱۳٫۱ اسب بخار را در ۱۰٬۰۰۰ دور در دقیقه و ۱۰ نیوتن متر گشتاور را در ۸۰۰۰ دور در دقیقه تولید می‌کند. این خودرو با ترمز دیسکی ۲۹۶ میلی‌متر در چرخ جلو و ترمز دیسکی ۲۲۰ میلی‌متر در چرخ عقب عرضه می‌شود.